# 脚印 (电影)

中国大陆的译制版海报

《脚印》，是一部阿尔巴尼亚的新阿尔巴尼亚电影制片厂于1970年出品的黑白故事片。该片以惊险片形式叙述，追溯了主人公阿尔丹医生成长的经历。
1971年，尚处文革中的中国引进了这部影片。电影的译制由上海电影制片厂负责，赵慎之、李梓、邱岳峰、于鼎参与配音。

## 剧情
《脚印》采用倒叙的记述手法，主要讲述阿尔巴尼亚人民共和国时期普通民众的生活。电影开头先是叙述主人公乡村医生阿尔丹被敌人暗杀一案，紧接着便以对此案的调查为线索，描绘出阿尔丹一生的经历。